# Wake (atoll)
Pour les articles homonymes, voir Wake.
Pour le film de John Farrow de 1942, voir La Sentinelle du Pacifique.
Wake Atoll, souvent appelé Wake Island en anglais, est un territoire non incorporé des États-Unis situé dans le centre de l'océan Pacifique, à environ 3 700 km à l'ouest de Honolulu et à environ 1 442 km au nord-ouest de Delap-Uliga-Darrit, la capitale des îles Marshall. Il s'agit d'un atoll corallien composé de trois îles principales : Wake, Peale et Wilkes, formées autour d'un volcan sous-marin. L'atoll a une superficie totale d'environ 6,5 km² et son point culminant atteint 6 mètres au-dessus du niveau de la mer. Les îles entourent une lagune, qui constitue le cratère du volcan d'origine. Elles sont revendiquées par les îles Marshall qui l'appellent EnenKio.

Historiquement, Wake Atoll a joué un rôle stratégique pendant la Seconde Guerre mondiale. Capturé par les Japonais en 1941 après une défense héroïque des forces américaines, il a été un lieu clé pour les opérations militaires dans le Pacifique. Aujourd'hui, l'atoll est utilisé principalement par l'armée américaine, notamment pour des activités de soutien aérien et logistique, grâce à sa piste d'atterrissage de 3 km.

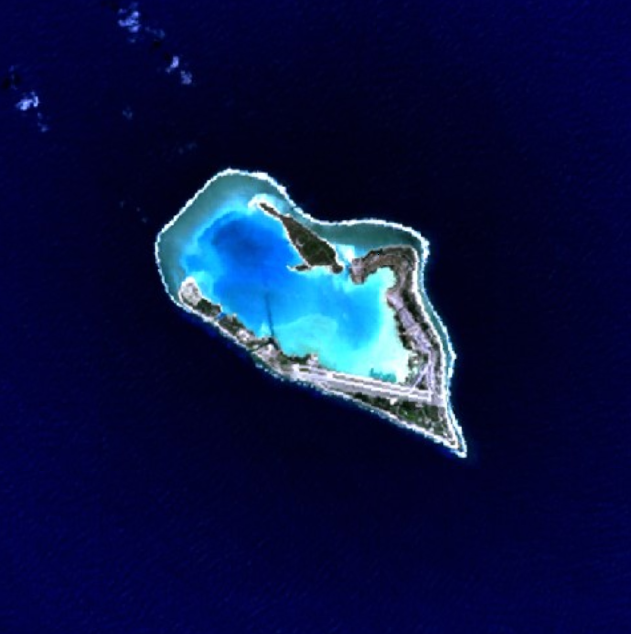
Image satellite de Wake.

## Géographie

### Topographie
- Coordonnées : 19°17' Nord 166°36' Est
- Superficie : 6,5 km2
- Longueur du littoral : 19,3 km
- Altitude : 0 m - 6 m
- Climat : de type tropical avec des températures modérées, des pluies sporadiques et des typhons occassionnels.

En raison de son isolement et de son sol corallien, Wake ne possède pas de ressources naturelles d'eau douce, ce qui a empêché toute occupation permanente par des populations indigènes.
Wake Atoll est constitué de trois îles coralliennes principales : Wake, Peale et Wilkes, formées sur les bords du cratère d’un volcan sous-marin. Ces îles entourent une lagune centrale, vestige du cratère volcanique, et sont reliées par des chaussées artificielles. Le point culminant de l’atoll atteint 6 mètres, avec une altitude moyenne de 3 à 4 mètres. Les plages de sable corallien varient en largeur entre 20 et 170 mètres, souvent bordées de rochers coralliens érodés. L'atoll est entouré de récifs coralliens, ce qui limite l'accès maritime, bien qu'il offre deux mouillages au large pour les navires.

### Climat et environnement
Wake Atoll bénéficie d’un climat tropical maritime, caractérisé par des températures relativement stables, oscillant entre 24 et 32 °C tout au long de l'année. Les précipitations annuelles atteignent environ 850 mm, souvent concentrées durant la saison humide, de juillet à novembre. En raison de son isolement et de son statut protégé, l’atoll abrite des écosystèmes marins et terrestres remarquablement intacts. Les récifs coralliens de Wake, parmi les plus anciens et les mieux préservés du Pacifique, couvrent 495 515 acres d’eaux protégées, hébergeant 323 espèces de poissons et 52 espèces de coraux. Ces récifs fournissent un habitat essentiel à des espèces vulnérables telles que le Napoléon wrasse et le perroquet à bosse.

### Faune et flore
En raison de son isolement et de son environnement corallien, la biodiversité de Wake Atoll est limitée mais unique. L'atoll a abrité une espèce endémique, le Râle de Wake, qui a disparu dans les années 1940. La flore est dominée par des arbustes tropicaux, des herbes, et des buissons épineux, avec une végétation plus dense au sud de l’île principale. Les cocotiers, typiques des atolls tropicaux, sont absents. La faune inclut diverses espèces d’oiseaux marins, comme les fous et les sternes, qui trouvent refuge sur les îles. Les récifs environnants abritent une riche vie marine, notamment des coraux, poissons tropicaux, et invertébrés, essentiels à l’écosystème local.

### Histoire naturelle et conservation
L’atoll est une importante réserve pour les oiseaux marins et migrateurs, avec des espèces comme le fou masqué, le noddi noir, et l’albatros à pied noir, menacé d’extinction. Wake était autrefois le foyer du râle de Wake (Rallus wakensis), une espèce endémique désormais éteinte à cause des perturbations de la Seconde Guerre mondiale. Récemment, des initiatives ont été proposées pour réintroduire le râle de Guam, une espèce proche, afin de restaurer l'équilibre écologique. Les restrictions militaires en vigueur sur Wake ont également contribué à limiter les activités humaines, permettant aux habitats de rester relativement intacts malgré les pressions environnementales croissantes dans d'autres régions du Pacifique.

## Histoire

### Période antérieure aux contacts occidentaux
Une tradition orale des Marshallais mentionne une île connue sous le nom de Enen-kio (île de la fleur orange). Cette île est liée aux traditions artistiques marshallaises : pour le tatouage, il y avait besoin d'os humains. Ce qui sous-entend qu'il fallait un sacrifice humain disponible pour obtenir le matériau. La personne désignée pouvait échapper à son sort en rapportant d'Enen-kio un des os de l'aile d'un oiseau marin vivant là-bas. Aucune trace archéologique n'atteste la véracité de cette assertion. Avant l’arrivée des européens, l’atoll de Wake n’avait pas de population humaine permanente. Situé au cœur de l’océan Pacifique, il était rarement visité par les peuples polynésiens ou micronésiens, malgré sa proximité avec leurs routes de navigation. Aucun signe archéologique significatif ne suggère une occupation ou une colonisation avant les contacts occidentaux.

### Découverte par les Européens
L'île est découverte le 20 octobre 1568 par l'explorateur espagnol Álvaro de Mendaña. Il trouve « une île basse et stérile » à laquelle il voulait donner le nom de « San Francisco ». En 1796, l’atoll fut cartographié par le capitaine britannique Samuel Wake, dont il porta ensuite le nom. Le 20 décembre 1840, une expédition d'exploration américaine commandée par le commodore Charles Wilkes débarqua sur cette île qu'il trouva désolée, sans eau douce et recouverte d'arbustes. Il nota que le lagon était poissonneux. Le naturaliste de l'expédition, Titian Ramsay Peale, collecta plusieurs nouveaux spécimens dont un œuf de petit albatros et des spécimens aquatiques. Ce petit atoll isolé servait principalement de point de repère pour les navires, mais son absence d’eau douce limitait son intérêt stratégique ou commercial à cette époque.

### Naufrage duLibelle
Dans la nuit du 4 mars 1866, le trois-mâts barque Libelle de Brême s'échoua au large de l'île à cause d'une tempête. Le bateau, sous le commandement du capitaine Tobias était parti de San Francisco pour rejoindre Hong Kong. La célèbre cantatrice Anna Bishop (ex-compagne du grand harpiste Nicolas-Charles Bochsa) et son mari Martin Schultz (un diamantaire de New York) étaient à bord avec trois autres membres de la troupe d'opéra. Après 21 jours, les trente passagers et l'équipage embarquèrent dans la baleinière et le canot du bord pour rejoindre l'île espagnole de Guam. La baleinière qui transportait les passagers atteignit Guam le 8 avril. Le canot disparut en mer.

### Militarisation de l'île
Wake est annexée par les États-Unis le 17 janvier 1899. En 1935, Pan American Airways construit un petit village surnommé « PAAville » pour servir les vols États-Unis - Chine.
En janvier 1941, la Marine américaine construit une base militaire sur l'atoll. Une garnison de 450 hommes, provenant du premier bataillon de la défense marine est affectée, accompagnée de plus de 1 200 travailleurs civils. On y trouve six canons de 127 mm récupérés sur un croiseur mis à la ferraille, 12 canons anti-aériens M3 de 76 mm, 18 mitrailleuses M2 HB et également 30 autres canons légers. Cette garnison est commandée par le commandant James Devereux.

### Seconde Guerre mondiale
Pendant la Seconde Guerre mondiale, Wake Atoll fut le théâtre d'une bataille féroce, marquée par une défense héroïque de la part des forces américaines contre une invasion japonaise en décembre 1941. L’atoll, alors en cours de fortification par les États-Unis pour en faire un avant-poste stratégique, disposait d’un aérodrome non achevé, d’une garnison de 527 militaires et de 1 221 travailleurs civils, principalement employés par la Morrison-Knudsen Corporation. Six canons côtiers de 5 pouces (127 mm) et douze canons antiaériens de 3 pouces (76 mm) avaient été installés, bien que les infrastructures de protection et les systèmes radar fussent encore inexistants. Douze chasseurs F4F Wildcats avaient été déployés peu avant l'attaque.
Le 8 décembre 1941, juste après Pearl Harbor, 36 bombardiers japonais attaquèrent Wake, détruisant huit avions au sol, endommageant gravement l’aérodrome et tuant 23 membres du personnel américain. Malgré ces pertes, les défenseurs infligèrent des dégâts considérables. Lors de la tentative d'invasion japonaise du 11 décembre, les artilleurs américains coulèrent le destroyer Hayate et sévèrement endommagèrent le croiseur Yubari, forçant les Japonais à battre en retraite. Cette défense permit également la destruction du destroyer Kisaragi par une bombe américaine, un acte pour lequel le capitaine Henry T. Elrod reçut la médaille d’honneur à titre posthume.
Cependant, le 23 décembre, une deuxième attaque japonaise, menée par des forces renforcées incluant 1 500 soldats, aboutit à la chute de l'atoll après une lutte acharnée de 15 jours. Les pertes américaines comprenaient environ 120 morts et plusieurs centaines de prisonniers de guerre. Les japonais, bien qu’ayant pris l’île, subirent des pertes significatives, avec plus de 1 000 morts et plusieurs navires coulés. La résistance à Wake devint un symbole de courage pour les États-Unis, alimentant la propagande de guerre et inspirant des récits héroïques dans les mois suivants.
L’importance stratégique de Wake résidait dans sa position en plein Pacifique, à environ 3 200 km d’Hawaï, rendant son contrôle crucial pour les opérations aériennes et navales. Cette bataille illustre à quel point même une garnison limitée, bien organisée, peut infliger des pertes substantielles à un ennemi supérieur en nombre.

### Après-guerre
Après la Seconde Guerre mondiale, Wake Atoll a connu une transformation importante sous administration américaine, devenant un carrefour stratégique et logistique dans le Pacifique. À partir de 1946, la base aérienne construite par les japonais a été réaménagée et étendue pour accueillir des avions militaires modernes, ce qui a renforcé le rôle de l’atoll dans le contexte de la Guerre froide. Par exemple, la piste principale a été allongée pour atteindre 3 000 mètres, permettant l'atterrissage d'avions à grande capacité comme les Boeing C-141 et C-5 Galaxy. En outre, des installations de stockage de carburant, des dépôts militaires, et des logements pour le personnel ont été construits, augmentant la capacité de l’île à soutenir les opérations militaires à grande échelle.
Entre les années 1950 et 1960, Wake Atoll a joué un rôle central dans le ravitaillement des avions lors des opérations en Corée et au Vietnam. Plus de 3 millions de passagers auraient transité par l'île à cette époque, faisant de ses infrastructures un élément clé du transport aérien transpacifique. La population de l’atoll a atteint un pic de 1 763 personnes en 1971, comprenant du personnel militaire, des employés de la Federal Aviation Administration (FAA), et leurs familles. La principale entreprise opérant sur l’atoll, la Facilities Management Corporation, employait à elle seule des centaines de travailleurs pour gérer l'entretien des installations.
Malgré ces développements, l'importance de Wake a décliné avec l’introduction d’avions long-courriers comme le Boeing 747, réduisant le besoin d’escales pour le ravitaillement. En 1972, Pan American World Airways a cessé ses opérations régulières sur l’atoll, entraînant une baisse marquée de l'activité économique et démographique. À la même époque, la FAA a transféré l’administration de Wake à l’US Air Force, bien que le Département de l’Intérieur demeure le propriétaire légal du territoire. Wake a également été utilisé comme centre de traitement pour les réfugiés vietnamiens durant l'opération New Life en 1975, témoignant de sa polyvalence stratégique et humanitaire.
Aujourd'hui, bien que son rôle soit réduit, Wake Atoll reste équipé pour soutenir des missions militaires et servir de piste d'atterrissage d'urgence dans le Pacifique. Ses installations comprennent toujours une piste de 3 000 mètres, des hangars, des zones de stockage, et un système de collecte des eaux de pluie pour pallier l'absence de sources d'eau douce naturelles. Ces infrastructures, combinées à sa position géographique stratégique, justifient son maintien sous contrôle américain malgré sa faible utilisation.

## Drapeau

Drapeau local de l'île.

L'atoll de Wake, territoire non incorporé des États-Unis, n'a pas de drapeau officiellement reconnu en tant que symbole distinct. Toutefois, une version non officielle, souvent utilisée pour représenter l'atoll, a été créée en 1976. Ce drapeau se compose de trois bandes horizontales : une bande blanche en haut, une rouge au centre, et une bleue en bas. Sur le côté gauche, une bande verticale bleue contient un disque jaune représentant une carte stylisée de l'atoll. Ce disque est encadré par les mots « Wake » au-dessus et « Island » en dessous, écrits en lettres capitales bleues.
Le design de ce drapeau non officiel incarne l'identité de Wake tout en affirmant son statut en tant que territoire américain. Les bandes horizontales évoquent les couleurs traditionnelles du drapeau des États-Unis, symbolisant ainsi son lien étroit avec la nation. La carte de l'atoll au centre du disque jaune met en évidence l'importance géographique et stratégique de Wake, souvent qualifiée de "porte d'entrée du Pacifique". Bien que ce drapeau ne soit pas reconnu par le gouvernement fédéral, il est parfois utilisé dans des contextes locaux et informels pour représenter Wake Island.
Par ailleurs, le drapeau officiel utilisé pour toute représentation officielle reste celui des États-Unis, car Wake fait partie des îles mineures éloignées sous la juridiction américaine. Cette double identité symbolique reflète le statut unique de l'atoll, à la fois enraciné dans l'histoire locale et étroitement lié aux structures politiques et militaires des États-Unis[réf. nécessaire].

## Dans la fiction
Wake apparaît dans sept jeux vidéo de la saga [[Battlefield (série)|Battlefield]] : Battlefield 1942, Battlefield 2, Battlefield 2142, Battlefield Heroes (sous le nom de Wicked Wake), Battlefield 1943, Battlefield 3 (dans l'extension Back to Karkand), et Battlefield V. Elle est également présente dans le jeu Heroes of the Pacific et dans le jeu vidéo War Thunder.
L'île apparait également comme carte modée des jeux Red Orchestra 2: Heroes of Stalingrad, Minecraft et ARMA III.
Elle est aussi citée dans le film Pulp Fiction comme étant l'endroit où est mort pendant la Seconde Guerre mondiale le grand-père de Butch Coolidge (joué par Bruce Willis), un fusilier marin, si l'on en croit le témoignage du capitaine Koons (joué par Christopher Walken), ami du père de Butch.
L'île apparaît également dans le roman Panique à Wake de Jean Bruce (1958).